# TT-System

Prinzipschaltbild eines TT-Netzes

Ein TT-System (französisch terre terre) ist eine bestimmte Realisierungsart (Netzform) eines Niederspannungsnetzes in der elektrischen Energieversorgung. Wichtigstes Merkmal ist die Art der Erdverbindung an der Stromquelle und der elektrischen Betriebsmittel innerhalb der Gebäudeinstallation. Weitere Netzsysteme sind das TN-System und das IT-System.

## Beschreibung
Im TT-System wird ein Punkt der Stromquelle des Verteilungsnetzes mit einem Betriebserder RB verbunden.
Wie in einem TN-System wird üblicherweise der Sternpunkt des einspeisenden Transformators geerdet.
Der an die leitfähigen Gehäuse der elektrischen Betriebsmittel in der Verbraucheranlage angeschlossene Schutzleiter erhält keine Verbindung zur Erdung des Verteilungsnetzes, sondern wird separat mit eigenem, lokalem Erder RA (Anlagenerder) verbunden.
Die fehlende Verbindung zwischen Betriebserde des Erzeugers und der Erde der Verbraucheranlagen bietet den Vorteil, dass keine Ausgleichsströme zwischen den beiden Erdungspunkten auftreten können, da im TT-System, im Gegensatz zum TN-System, keine Anhebung des Erdpotenzials durch den belasteten PEN-Leiter auf Verbraucherseite stattfindet. Bei einem nicht normgerecht errichteten System (fehlende Schutzpotentialausgleichsleiter zwischen fremden berührbaren Teilen wie Wasserleitungen und der Haupterdungsschiene) ist es möglich, dass Ausgleichsströme zwischen der Anlagenerde und der Betriebserde des Erzeugers (Sekundärseite Ortsnetztransformator) über direkt geerdete Anlagen und Systeme, wie Wasserleitungen und andere Leitungsnetze (Telekommunikation usw.), fließen, und diese im Laufe der Zeit elektrochemisch korrodieren lassen.
Die Schutzmaßnahme Schutzerdung ist problematisch, da zum schnellen Ansprechen der Überstromschutzeinrichtung ein hoher elektrischer Strom nötig ist. Dieser tritt nur bei sehr niedrigen Erdungswiderständen auf, die schwer zu erreichen sind. Meist kann stattdessen auf eine Fehlerstromschutzschaltung zurückgegriffen werden.
Um Rückwirkungen vom 16⅔-Hz-Netz der Bahn auf das 50-Hz-Netz zu vermeiden, sind jedoch zuverlässige Erdungsmaßnahmen notwendig.
Wenn eine Fehlerstrom-Schutzeinrichtung (RCD) den Schutz bei indirektem Berühren gewährleisten soll, muss neben der Einhaltung der geforderten Abschaltzeiten folgende Bedingung für den Erdungswiderstand erfüllt sein:
{\displaystyle R_{\text{A}}\leq {\frac {50\,\mathrm {V} }{I_{\mathrm {\Delta n} }}}}. Dabei ist:
- {\displaystyle R_{\text{A}}} ist die Summe der Widerstände des Erders und des Schutzleiters der Körper (berührbare Teile).
- {\displaystyle I_{\mathrm {\Delta n} }} ist der Bemessungsdifferenzstrom der Fehlerstrom-Schutzeinrichtung.

Bei einem typischen Bemessungsdifferenzstrom des FI-Schutzschalters von 30 bzw. 300 mA ergibt sich also ein Erdungswiderstand von insgesamt weniger als 1667 bzw. 167 Ohm.
Liegt der Erdungswiderstand höher, muss beim TT-System eine empfindlichere Fehlerstrom-Schutzeinrichtung gewählt werden.

## Verbreitung
In Deutschland betreiben heute noch einige Verteilnetzbetreiber (VNB) im größeren Umfang TT-Systeme, wie beispielsweise die Regensburg Netz GmbH sowie in Thüringen die TEAG und etliche Stadtwerke.
In Italien ist in Haushalten das TT-System üblich, während die Industrie und Netze mit betriebseigener Trafokabine eher das TN-C-S-System oder das TN-S-System verwenden.
In Spanien ist das TT-System Standard für alle Installationen, die aus dem öffentlichen Niederspannungsnetz versorgt werden (Norm ITC-BT-08). Nur mit eigenem Umspanntransformator ist bei Niederspannungsinstallationen die Wahl eines anderen Systems möglich. Für Installationen mit besonderem Anspruch an die Versorgungssicherheit (Medizin, Industrie) kann unter Berücksichtigung von Sondervorgaben das IT-System zum Einsatz kommen.
In Frankreich wird ebenfalls das TT-System in allen Installationen verwendet, die aus dem öffentlichen Niederspannungsnetz versorgt werden (Norm NFC 15-100). Ein Fehlerstrom-Schutzschalter (meist 500 mA) wird vom Stromversorger zusammen mit der Hauptsicherung installiert. Sämtliche Stromkreise sind über weitere Fehlerstrom-Schutzschalter mit 30 mA Fehlerstrom abzusichern. Da bei schlechter Erdung das Erdpotential des Neutralleiters N nicht immer sichergestellt werden kann, wird dieser als aktiver Leiter angesehen und muss von der Überstromschutzeinrichtung zusammen mit dem aktiven Außenleiter getrennt werden.
Auch in Belgien findet sich das TT-Netz noch häufig, und auch hier ist es Vorschrift, beide aktive Leiter mittels einer zweipoligen Überstromschutzeinrichtung abzuschalten.

## Normen
- DIN VDE 0100-100:2009-06
- DIN VDE 0100-410:2007-06
- IEC 60364-3:1993-03, Abschnitt 312.2
- IEC 60364-3:1993-03, Änderung 1:1994-02